# Wanderers Stadium
Wanderers Stadium, também chamado por razões comerciais de Imperial Wanderers Stadium, é um estádio de críquete localizado ao sul de Sandton, em Illovo, Johannesburgo, na província de Gauteng, na África do Sul. Tem capacidade de 34 mil espectadores, e recebe jogos de first-class cricket, cricket de um dia e test cricket.
Também é conhecido popularmente como Bullring (praça de touros) por sua fama de ser um estádio intimidante, e também de New Wanderers Stadium para diferencia-lo do Wanderers Stadium original (Old Wanderers Stadium), que existia no mesmo lugar antes de 1956, quando o atual estádio foi inaugurado. Entre 2008 e 2019, os direitos de nome foram adquiridos pelo Bidvest Group, que renomeou o estádio como Bidvest Wanderers Stadium. Após o fim do contrato com o Bidvest, a Imperial Logistics adquiriu os direitos de nome, levando ao nome atual Imperial Wanderers Stadium.
É o lar da equipe do Lions Highveld. O estádio recebeu a final da Copa do Mundo de Críquete de 2003 e a final da Copa do Mundo de Críquete T20 de 2007.